# Radwegenetz Hessen
Das Bundesland Hessen verfügt über ein umfangreiches touristisches Radwegenetz. Neben den lokalen Radwegen gibt es eine ganze Reihe überregionaler Themenrouten sowie eine große Anzahl regionaler Themenrouten, die vorwiegend zur Förderung des Tourismus dienen. Auch wird Hessen von deutschlandweiten und europaweiten Radfernwegen durchzogen.

## Generelle Beschilderung

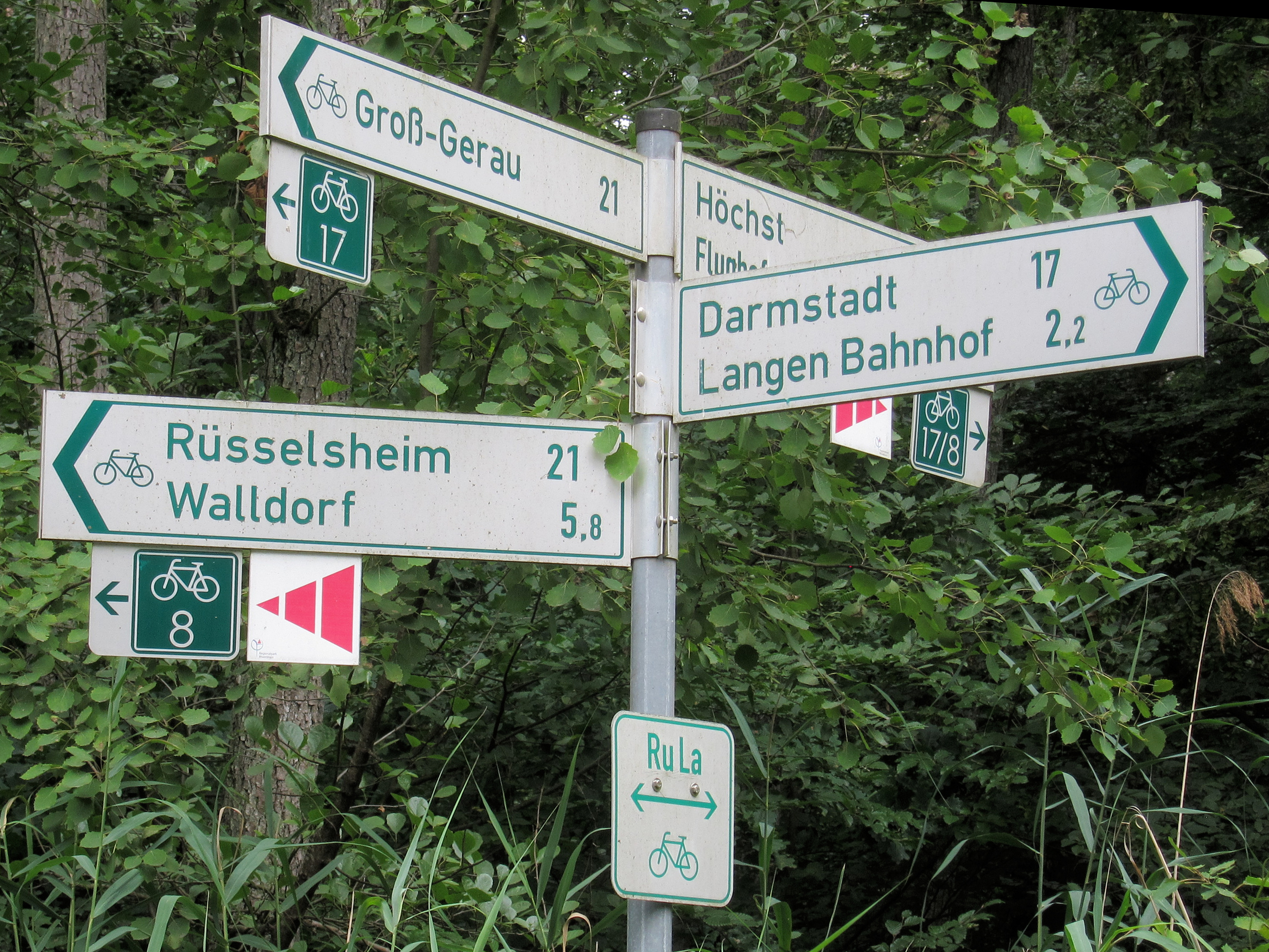
Radwegweiser mit Kennzeichnung von Südhessen-Radrouten, der Regionalparkroute und des Rundwegs Langen

Die Beschilderung in Hessen wird auf weißen Wegweisern mit grüner Schrift vorgenommen. An diesen Schildern werden bei Bedarf die Piktogramme der Themenradwege angebracht.

## Liste der überregionalen Themenradwege
Dies ist die alphabetische Liste der Radfernwege in Hessen, die im Wesentlichen die Mindestkriterien des Allgemeinen Deutschen Fahrrad-Clubs erfüllen und im Radroutenplaner Hessen zu finden sind. Neben den Namen der Wege werden auch die beiden Endpunkte der Route sowie die Länge und die hessischen Gebiete angegeben. Führt der Weg über die Landesgrenze hinaus wird in Klammern die Strecke in Hessen aufgeführt. Ist noch kein Wikipedia-Artikel vorhanden, wird ersatzweise ein Link auf die Kurzbeschreibung im Radroutenplaner Hessen erzeugt.
| Name                            | von                     | bis               | hessische Gebiete                                                          | Länge           | Logo |
| ------------------------------- | ----------------------- | ----------------- | -------------------------------------------------------------------------- | --------------- | ---- |
| 3-Länder-Radweg (Rundkurs)      | Michelstadt             | Michelstadt       | Odenwald                                                                   | 225 km (72 km)  |      |
| Aartal-Radweg                   | Diez                    | Taunusstein       | Taunus                                                                     | 43 km (26 km)   |      |
| BahnRadweg Hessen (Radwegenetz) | Hanau                   | Bad Hersfeld      | Vogelsberg, Rhön                                                           | 310 km          |      |
| Radweg Bergstraße               | Darmstadt               | Heidelberg        | Bergstraße                                                                 | 83 km (49 km)   |      |
| Diemelradweg                    | Bad Karlshafen          | Usseln            | Waldecker Upland, Sauerland, Hessisches Bergland                           | 110 km (64 km)  |      |
| Ederradweg                      | Hilchenbach-Lützel      | Fuldabrück        | Siegerland, Eder, Hessisches Bergland                                      | 180 km (141 km) |      |
| GeoRadroute Ruhr-Eder           | Sauerland               | Waldecker Land    | Eder                                                                       | 210 km          |      |
| Herkules-Wartburg-Radweg        | Kassel                  | Eisenach          | Ringgau, Werra, Hessisches Bergland                                        | 215 km (156 km) |      |
| Hessischer Radfernweg R1        | Wasserkuppe             | Bad Karlshafen    | Rhön, Fulda Hessisches Bergland                                            | 260 km (252 km) |      |
| Hessischer Radfernweg R2        | Biedenkopf              | Sinntal-Jossa     | Hessisches Bergland Lahn, Spessart                                         | 202 km (195 km) |      |
| Hessischer Radfernweg R3        | Rüdesheim am Rhein      | Tann              | Rheingau, Rhein, Main Kinzig, Rhön                                         | 258 km          |      |
| Hessischer Radfernweg R4        | Bad Karlshafen          | Hirschhorn        | Habichtswald, Schwalm, Vogelsberg Wetterau, Odenwald                       | 415 km          |      |
| Hessischer Radfernweg R5        | Willingen               | Wanfried          | Hessisches Bergland, Eder Fulda, Werra, Kellerwald                         | 234 km          |      |
| Hessischer Radfernweg R6        | Diemelstadt             | Lampertheim       | Hessisches Bergland, Kellerwald, Wetterau Taunus, Oberrheinische Tiefebene | 404 km          |      |
| Hessischer Radfernweg R7        | Limburg                 | Philippsthal      | Werra, Fulda, Lahn Vogelsberg, Westerwald, Taunus                          | 272 km          |      |
| Hessischer Radfernweg R8        | Frankenberg an der Eder | Heppenheim        | Hessisches Bergland, Westerwald, Taunus Rhein-Main-Gebiet, Bergstraße      | 297 km          |      |
| Hessischer Radfernweg R9        | Worms                   | Obernburg am Main | Rhein-Main-Gebiet, Odenwald                                                | 82 km           |      |
| Lahnradweg                      | Lahnkopf                | Lahnstein         | Rothaargebirge, Westerwald, Taunus Lahn                                    | 245 km          |      |
| Deutscher Limes-Radweg          | Bad Hönningen           | Regensburg        | Westerwald, Taunus, Odenwald                                               | 818 km (221 km) |      |
| Main-Radweg                     | Mainquellen             | Wiesbaden         | Main, Rhein-Main-Gebiet                                                    | 600 km (76 km)  |      |
| Oranier-Fahrrad-Route           | Nassau                  | Bad Arolsen       | Westerwald, Siegerland Hessisches Bergland, Lahn, Eder                     | 400 km (243)    |      |
| Radweg Deutsche Einheit         | Bonn                    | Berlin            | Lahntal, Ohmtal, Schwalm, Knüll, Fuldatal, Wesertal                        | 1.100 km (?)    |      |
| Rheinradweg                     | Oberalppass             | Rotterdam         | Hessisches Ried, Rheingau                                                  | 1.230 km (115)  |      |
| Rhönradweg                      | Bad Salzungen           | Hammelburg        | Rhön, Werra, Fulda Ulster, Fränkische Saale                                | 160 km (36 km)  |      |
| Schwalm-Radweg                  | Feldatal (Quelle)       | Felsberg          | Schwalm (Eder), Vogelsberg, Schwalm Gebiet                                 | 104 km          |      |
| Ulstertalradweg                 | Gersfeld (Quelle)       | Philippsthal      | Ulster, Rhön                                                               | 53 km (32)      |      |
| Vulkanradweg                    | Altenstadt-Höchst       | Schlitz           | Wetterau, Vogelsberg                                                       | 98 km           |      |
| Werratal-Radweg                 | Quelle                  | Hann. Münden      | Werra, Rhön                                                                | 290 km (99 km)  |      |

## Liste der regionalen Themenradwege
Dies ist die alphabetische Liste der regionalen Themenrouten in Hessen die im Wesentlichen die Mindestkriterien des Allgemeinen Deutschen Fahrrad-Clubs erfüllen und im Radroutenplaner Hessen zu finden sind. Neben den Namen der Wege werden auch die beiden Endpunkte der Route sowie die Länge und das hessische Regionalgebiet angegeben. Ist noch kein Wikipedia-Artikel vorhanden, wird ersatzweise ein Link auf die Kurzbeschreibung im Radroutenplaner Hessen erzeugt.
| Name                                          | von                            | bis                        | Gebiete                                                                    | Länge  | Logo |
| --------------------------------------------- | ------------------------------ | -------------------------- | -------------------------------------------------------------------------- | ------ | ---- |
| 2-Burgen-Radweg                               | Burg Breuberg                  | Veste Otzberg              | Odenwald                                                                   | 16 km  |      |
| Aartalseeradweg                               | Herborn                        | Hohensolms                 | Lahn-Dill-Kreis                                                            | 24 km  |      |
| Antriftsee-Tour                               | Alsfeld                        | Homberg (Ohm)              | Vogelsberg                                                                 | 28 km  |      |
| Apfelwein- und Obstwiesenrouten (Radwegenetz) | Tour 1                         | bis Tour 8                 | Wetterau                                                                   | 613 km |      |
| Bahnradweg Rotkäppchenland                    | Treysa                         | Bad Hersfeld               | Schwalm, Knüllgebirge                                                      | 70 km  |      |
| Basalt-Tour (Rundkurs)                        | Lauterbach                     | Lauterbach                 | Vogelsberg                                                                 | 52 km  |      |
| Baunatal Rundweg                              | Baunatal (Ritterstraße)        | Baunatal (Ritterstraße)    | Kreis Kassel                                                               | 30 km  |      |
| Beerfelder Rundkurs                           | Beerfelden-Hetzbach            | Beerfelden-Hetzbach        | Odenwald                                                                   | 40 km  |      |
| Burgen-Tour                                   | Alsfeld                        | Burg-Gemünden              | Vogelsberg                                                                 | 23 km  |      |
| Burgwald-Radweg (Rundkurs)                    | Cölbe                          | Cölbe                      | Landkreis Marburg-Biedenkopf                                               | 40 km  |      |
| Chattengauweg R21                             | Fritzlar                       | Baunatal                   | Schwalm-Eder-Kreis                                                         | 25 km  |      |
| Dilltalradweg                                 | Haiger                         | Wetzlar                    | Lahn-Dill-Kreis                                                            | 42 km  |      |
| Ederseerundweg (Rundkurs)                     | Vöhl-Herzhausen                | Vöhl-Herzhausen            | Landkreis Waldeck-Frankenberg Edersee                                      | 51 km  |      |
| Eifa-Tour                                     | Grebenau                       | Alsfeld                    | Vogelsberg                                                                 | 18 km  |      |
| Eisenstraße (Rundkurs)                        | Kettenbach                     | Taunusstein                | Taunus                                                                     | 20 km  |      |
| Entdecker-Runde Kassel                        | Kassel                         | Kassel                     | Stadtgebiet Kassel                                                         | 48 km  |      |
| ER1 - Ederseeradwege (Rundkurs)               | Nieder-Werbe                   | Nieder-Werbe               | Landkreis Waldeck-Frankenberg Edersee                                      | 27 km  |      |
| ER2 - Ederseeradwege (Rundkurs)               | Vöhl-Herzhausen                | Vöhl-Herzhausen            | Landkreis Waldeck-Frankenberg Edersee                                      | 27 km  |      |
| ER3 - Ederseeradwege (Rundkurs)               | Edertal-Hemfurth               | Edertal-Hemfurth           | Landkreis Waldeck-Frankenberg Edersee                                      | 37 km  |      |
| ER4 - Ederseeradwege (Rundkurs)               | Edertal-Hemfurth               | Edertal-Hemfurth           | Landkreis Waldeck-Frankenberg Edersee                                      | 50 km  |      |
| Familien-Radroute LaDaDi                      | Erzhausen                      | Seeheim-Jugenheim          | Rhein-Main-Gebiet Landkreis Darmstadt-Dieburg                              | 40 km  |      |
| Felda-Tour                                    | Gemünden-Ehringshausen         | Ulrichstein                | Vogelsberg                                                                 | 18 km  |      |
| Fuldabrücker Runde (Rundkurs)                 | Fuldabrück                     | Fuldabrück                 | Landkreis Kassel, Fuldabrück                                               | 17 km  |      |
| Geopark-Radroute Nord (Rundkurs)              | Stockstadt am Rhein            | Stockstadt am Rhein        | Rhein-Main-Gebiet, Kreis Groß-Gerau Geo-Naturpark Bergstraße-Odenwald      | 40 km  |      |
| Geopark-Radroute Süd (Rundkurs)               | Biebesheim am Rhein            | Biebesheim am Rhein        | Rhein-Main-Gebiet, Kreis Groß-Gerau Geo-Naturpark Bergstraße-Odenwald      | 45 km  |      |
| Wassererlebnisband Gersprenz                  | Reichelsheim                   | Stockstadt am Main         | Odenwald, Gersprenz                                                        | 54 km  |      |
| Gipfeltour                                    | Gersfeld                       | Hoherodskopf               | Vogelsberg, Kreis Fulda                                                    | 143 km |      |
| Gleental-Tour                                 | Kirtorf                        | Stadtallendorf-Niederklein | Vogelsberg                                                                 | 10 km  |      |
| GrünGürtel-Radrundweg                         | Frankfurt am Main/Niddamündung |                            | Rhein-Main-Gebiet Frankfurter Grüngürtel                                   | 73 km  |      |
| Haselburgrundkurs                             | Höchst im Odenwald             | Höchst im Odenwald         | Odenwald                                                                   | 24 km  |      |
| Hessencourrierradweg                          | Kassel                         | Naumburg                   | Landkreis Kassel                                                           | 42 km  |      |
| Hohe Straße Radwanderweg                      | Höchst im Odenwald             | Marbach-Stausee            | Odenwald                                                                   | 27 km  |      |
| Hoherodskopf-Steig                            | Hartmannshain                  | Hoherodskopf               | Vogelsberg                                                                 | 25 km  |      |
| Industriepark Höchst Radweg (Rundkurs)        | Frankfurt-Sindlingen           | Frankfurt-Sindlingen       | Rhein-Main-Gebiet                                                          | 9 km   |      |
| Kallenbachradweg                              | Mengerskirchen                 | Löhnberg                   | Lahn-Dill-Kreis                                                            | 19 km  |      |
| Kassel-Edersee-Radweg                         | Kassel                         | Edertalsperre              | Habichtswald, Edersee                                                      | 73 km  |      |
| Kegelspiel-Radweg                             | Hünfeld                        | Rasdorf                    | Landkreis Fulda, Hessisches Kegelspiel                                     | 31 km  |      |
| Keltenrouten (Zwei Routen)                    | Friedberg Glauburg             | Niddatal Dudenrod          | Wetteraukreis                                                              | 77 km  |      |
| Kerkerbachtal-Radweg                          | Mengerskirchen                 | Runkel                     | Landkreis Limburg-Weilburg, Kerkerbach                                     | 32 km  |      |
| Lahn-Eder-Radweg                              | Lahntal-Sarnau                 | Frankenberg (Eder)         | Landkreis Marburg-Biedenkopf                                               | 29 km  |      |
| Lange-Hessen-Radweg                           | Fronhausen                     | Amöneburg                  | Vogelsberg                                                                 | 26 km  |      |
| Limeserlebnispfad                             | Glashütten                     | Ober-Mörlen                | Taunus, Wetterau                                                           | 34 km  |      |
| Lossetal-Radweg                               | Kassel                         | Hessisch Lichtenau         | Landkreis Kassel, Losse                                                    | 28 km  |      |
| Radwanderweg Lumda-Wieseck (Rundkurs)         | Lollar                         | Lollar                     | Landkreis Gießen                                                           | 45 km  |      |
| Meißner-Radrundtour (Rundkurs)                | Witzenhausen                   | Witzenhausen               | Werra-Meißner-Kreis                                                        | 91 km  |      |
| Milseburgradweg                               | Petersberg-Götzenhof           | Hilders                    | Rhön                                                                       | 27 km  |      |
| Modau-Radroute                                | Neunkirchen                    | Stockstadt am Rhein        | Rhein-Main-Gebiet, Odenwald                                                | 56 km  |      |
| MTB-Marathon-Tour (Zwei Schleifen)            | Alsfeld                        | Alsfeld                    | Vogelsberg                                                                 | 137 km |      |
| Mühlen-Tour                                   | Schotten                       | Laubach                    | Vogelsberg                                                                 | 22 km  |      |
| Mümlingtalradweg R1                           | Hirschhorn                     | Obernburg                  | Odenwald, Mümling                                                          | 75 km  |      |
| Ohm-Eder-Radweg                               | Kirchhain                      | Frankenberg (Eder)         | Landkreis Marburg-Biedenkopf Landkreis Waldeck-Frankenberg                 | 40 km  |      |
| Ohmtal-Tour                                   | Hoherodskopf                   | Homberg (Ohm)              | Vogelsberg                                                                 | 40 km  |      |
| Otto-Ubbelohde-Radweg (Rundkurs)              | Lahntal-Goßfelden              | Lahntal-Goßfelden          | Landkreis Marburg-Biedenkopf, Lahn                                         | 53 km  |      |
| Radrundtour Ems- und Wörsbachtal              | Idstein                        | Idstein                    | Taunus                                                                     | 41 km  |      |
| Regionalparkroute Hohe Straße                 | Frankfurt-Bergen-Enkheim       | Hammersbach                | Rhein-Main-Gebiet, Taunus                                                  | 23 km  |      |
| Regionalparkroute Im Südwesten (Radwegenetz)  |                                |                            | Rhein-Main-Gebiet, Main-Kinzig-Kreis Landkreis Offenbach, Kreis Groß-Gerau | 200 km |      |
| Regionalparkroute - Rundroute                 | Ginsheim-Gustavsburg           | Ginsheim-Gustavsburg       | Rhein-Main-Gebiet, Taunus Wetterau, Hessisches Ried                        | 190 km |      |
| Regionalparkroute Von der Nidda zum Opelzoo   | Frankfurt-Sossenheim           | Kronberg                   | Rhein-Main-Gebiet, Taunus                                                  | 13 km  |      |
| Reinhardswaldradweg                           | Kassel                         | Trendelburg                | Reinhardswald                                                              | 54 km  |      |
| Rheingauer Riesling Route                     | Rüdesheim am Rhein             | Hochheim am Main           | Rheingau                                                                   | 60 km  |      |
| Rhein-Main-Vergnügen Route 1 (Rundkurs)       | Dreieich-Buchschlag            | Dreieich-Buchschlag        | Landkreis Offenbach                                                        | 60 km  |      |
| Rhein-Main-Vergnügen Route 2 (Rundkurs)       | Friedberg                      | Friedberg                  | Wetterau                                                                   | 63 km  |      |
| Rhein-Main-Vergnügen Route 3 (Rundkurs)       | Bischofsheim                   | Bischofsheim               | Kreis Groß-Gerau                                                           | 73 km  |      |
| Rhein-Main-Vergnügen Route 4 (Rundkurs)       | Idstein                        | Idstein                    | Taunus                                                                     | 39 km  |      |
| Rhein-Main-Vergnügen Route 5 (Rundkurs)       | Dieburg                        | Dieburg                    | Odenwald Groß-Umstadt                                                      | 89 km  |      |
| Rhein-Main-Vergnügen Route 6 (Rundkurs)       | Gelnhausen                     | Gelnhausen                 | Wetterau Ronneburg                                                         | 47 km  |      |
| Rhein-Main-Vergnügen Route 7 (Rundkurs)       | Groß-Umstadt                   | Bad König                  | Odenwald                                                                   | 33 km  |      |
| Rhein-Main-Vergnügen Route 8 (Rundkurs)       | Herborn                        | Herborn                    | Lahn-Dill-Kreis Aartalsee                                                  | 38 km  |      |
| Rhein-Main-Vergnügen Route 9 (Rundkurs)       | Seligenstadt                   | Seligenstadt               | Rhein-Main-Gebiet , Main, Kreis Offenbach                                  | 71 km  |      |
| Rhein-Main-Vergnügen Route 10 (Rundkurs)      | Groß-Gerau                     | Groß-Gerau                 | Hessisches Ried                                                            | 48 km  |      |
| Rhein-Main-Vergnügen Route 11 (Rundkurs)      | Stadtallendorf                 | Stadtallendorf             | Landkreis Marburg-Biedenkopf                                               | 46 km  |      |
| Rotary-Hinterland-Tour                        | Biedenkopf                     | Biedenkopf                 | Landkreis Marburg-Biedenkopf                                               | 35 km  |      |
| Rund um den Knoten                            | Elsoff                         | Elsoff                     | Westerwald, Knoten, Krombachtalsperre                                      | 32 km  |      |
| Rundkurs Rodensteiner Land                    | Reichelsheim                   | Reichelsheim               | Odenwald                                                                   | 13 km  |      |
| R-Wege in Waldhessen (Radwegenetz)            |                                |                            | Landkreis Hersfeld-Rotenburg (Waldhessen)                                  | ? km   |      |
| Salzböderadweg                                | Hartenrod (Quelle)             | Odenhausen                 | Landkreis Marburg-Biedenkopf, Salzböde                                     | 29 km  |      |
| voy:Schwalm-Efze-Weg                          | Schwalmstadt                   | Homburg (Efze)-Berge       | Vogelsberg, Schwalm                                                        | 30 km  |      |
| Seenbach-Tour                                 | Mücke                          | Laubach                    | Vogelsberg, Seenbach                                                       | 13 km  |      |
| Seenradweg                                    | Biedenkopf-Wallau              | Aartalsee                  | Landkreis Marburg-Biedenkopf                                               | 44 km  |      |
| Seentour                                      | Grebenhain-Crainfeld           | Hintersteinau              | Vogelsberg                                                                 | 15 km  |      |
| Siegfriedradweg                               | Beerfelden-Hetzbach            | Wald-Michelbach            | Odenwald                                                                   | 22 km  |      |
| Solztalradweg                                 | Bad Hersfeld                   | Philippsthal               | Landkreis Hersfeld-Rotenburg                                               | 27 km  |      |
| Steigertal-Tour (Rundkurs)                    | Herbstein                      | Herbstein                  | Vogelsberg                                                                 | 36 km  |      |
| Treisbachtal-Radweg                           | Biedenkopf                     | Wetter                     | Landkreis Marburg-Biedenkopf                                               | 21 km  |      |
| Ulmtalradweg                                  | Greifenstein-Arborn            | Biskirchen                 | Lahn-Dill-Kreis                                                            | 21 km  |      |
| Vogelsberger Südbahnradweg                    | Hartmannshain                  | Wächtersbach               | Vogelsberg                                                                 | 33 km  |      |
| Weiltalweg                                    | Weilquelle                     | Weilburg                   | Taunus                                                                     | 48 km  |      |
| Würzberg-Gaimühle-Radweg                      | Michelstadt-Würzberg           | Erbach                     | Odenwald                                                                   | 32 km  |      |

## Radwegegitter Südhessen
In den südhessischen Landkreisen Kreis Groß-Gerau, Kreis Offenbach, Landkreis Darmstadt-Dieburg sowie dem Odenwaldkreis ist ein gitterförmiges Radwegenetz ausgewiesen. Dabei sind die Ost-West-Strecken mit geraden und die Nord-Süd-Strecken mit ungeraden Wegenummern gekennzeichnet.
 Die Nummerierung beginnt im Nordosten mit der Nummer „1“ und endet mit den höchsten Nummern im Südwesten. Auf den weißen Wegweisern mit grüner Schrift ist neben einem Nahziel jeweils ein regionales Fernziel angegeben. Dazwischen gibt es Hinweise mit weißen Nummern auf grünem Hintergrund.